# Aleksandr Medved
Aleksandr Medved, född 16 september 1937 i Bila Tserkva i Kiev oblast, Ukrainska SSR, död 2 september 2024 i Minsk, Belarus, var en ukrainskfödd belarusisk fristilsbrottare som tävlade för Sovjetunionen under sin aktiva karriär. Han tog OS-guld i lätt tungviktsbrottning i fristilsklassen 1964 i Tokyo, OS-guld i tungviktsklassen 1968 i Mexico City och slutligen OS-guld i den tyngsta viktklassen 1972 i München.